# Herald Sun Tour (mannen)
De Herald Sun Tour was een meerdaagse wielerwedstrijd die in februari wordt verreden in de staat Victoria, Australië. De wedstrijd werd van 1952 tot 2020 voor de mannen georganiseerd. In 2018 kwam er ook een editie voor de vrouwen.

## Geschiedenis

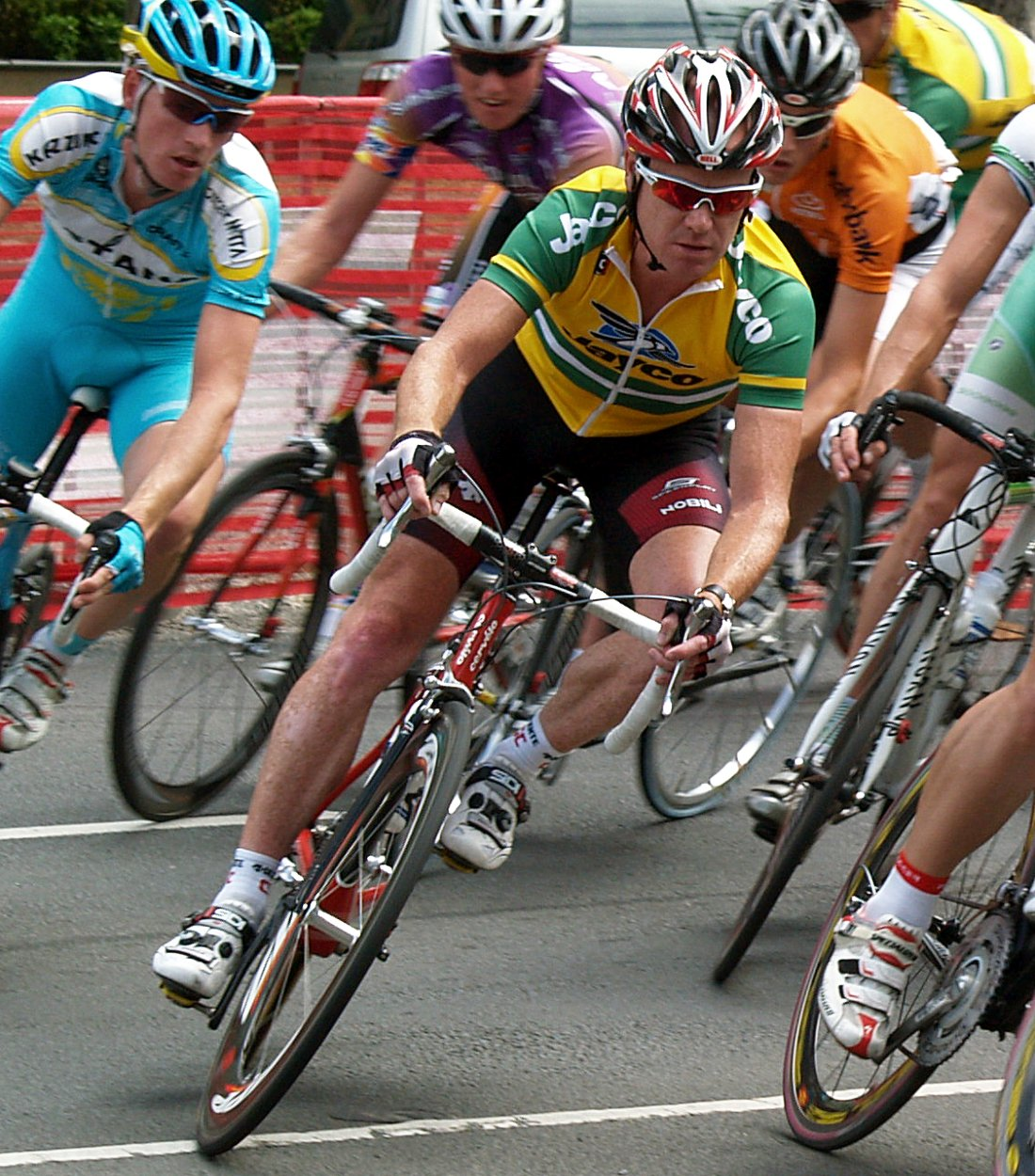
Stuart O'Grady in de Sun Tour 2007, etappe 7

De edities van 2005 tot 2009, 2011 maakten deel uit van het Australische continentale circuit van de UCI, de UCI Oceania Tour. In 2010 en 2012 werd er geen wedstrijd georganiseerd, in 2013 werd de koers als een nationaal evenement verreden en verhuisde de koers van oktober naar januari als voorbereidingswedstrijd op de Tour Down Under. Sinds 2014 is de wedstrijd weer onderdeel van de Oceania Tour in de wedstrijdcategorie 2.1. en vindt ze plaats in februari, waar de wedstrijd voor een groot deel van de deelnemers de opening van het wedstrijdseizoen op de weg betekent. Sinds 2011 is het een vijfdaagse wedstrijd met van 2014-2017 inclusief een proloog.
De koers werd drie keer door een Nederlander gewonnen, Adrie van der Poel was in 1988 de eerste, een jaar later gevolgd door Marcel Arntz. Dertig jaar na deze overwinning zegevierde Dylan van Baarle.

## Meervoudige winnaars
| Overwinningen | Renner         | Land      | Jaren                        |
| ------------- | -------------- | --------- | ---------------------------- |
| 5             | Barry Waddell  | Australië | 1964, 1965, 1966, 1967, 1968 |
| 3             | Graham McVilly | Australië | 1971, 1973, 1974             |
| 3             | John Trevorrow | Australië | 1975, 1977, 1979             |
| 2             | Peter Panton   | Australië | 1959, 1960                   |
| 2             | John Young     | Australië | 1958, 1961                   |
| 2             | Terry Hammond  | Australië | 1978, 1982                   |
| 2             | Simon Gerrans  | Australië | 2005, 2006                   |

## Overwinningen per land
| Overwinningen | Land                                               |
| ------------- | -------------------------------------------------- |
| 45            | Australië                                          |
| 6             | Verenigde Staten                                   |
| 4             | Verenigd Koninkrijk                                |
| 3             | Nederland                                          |
| 2             | Duitsland, Italië                                  |
| 1             | Colombia, Denemarken, Kirgizië, Oostenrijk, Zweden |

Mannen:
1952 · 
1953 · 
1954 · 
1955 · 
1956 · 
1957 · 
1958 · 
1959 · 
1960 · 
1961 · 
1962 · 
1963 · 
1964 · 
1965 · 
1966 · 
1967 · 
1968 · 
1969 · 
1970 · 
1971 · 
1972 · 
1973 · 
1974 · 
1975 · 
1976 · 
1977 · 
1978 · 
1979 · 
1980 · 
1981 · 
1982 · 
1983 · 
1984 · 
1985 · 
1986 · 
1987 · 
1988 · 
1989 · 
1990 · 
1991 · 
1992 · 
1993 · 
1994 · 
1995 · 
1996 · 
1997 · 
1998 · 
1999 · 
2000 · 
2001 · 
2002 · 
2003 · 
2004 · 
2005 · 
2006 · 
2007 · 
2008 · 
2009 · 
2010 · 
2011 · 
2012 · 
2013 ·
2014 ·
2015 ·
2016 ·
2017 ·
2018 ·
2019 ·
2020
Vrouwen:
2018 ·
2019 ·
2020
2005 · 
2006 · 
2007 · 
2008 · 
2009 · 
2010 · 
2011 · 
2012 · 
2013 ·
2014 ·
2015 ·
2016 ·
2017 ·
2018 ·
2019 · 2020 · 2021 · 2022 · 2023 · 2024 · 2025
Belangrijkste wedstrijden

New Zealand Cycle Classic · Herald Sun Tour · Cadel Evans Great Ocean Road Race (voormalig)